# Брикетування

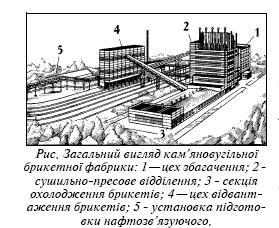

Брикетування (англ. briquetting) — різновид грудкування, фізико-хімічний процес термомеханічної переробки дрібних корисних копалин — слабкоструктурних руд, концентратів та відходів виробництва, який дозволяє одержати механічно і термічно міцний сортовий продукт — брикет, що має певну форму, розмір і масу.

## Загальний опис
Брикетують дрібні залізні руди і концентрати, сировину для виробництва феросплавів та дрібні феросплави, різні відходи чорної металургії (окалину, стружку, металургійний пил, шлак, шлам), торф, буре вугілля, дрібні класи кам'яного вугілля та антрацитів, напівкоксовий та коксовий дріб'язок, побутові відходи тощо.
В залежності від властивостей вихідної сировини брикетування виконується без зв'язуючих речовин (молоде буре вугілля, торф) під дією тиску 100—250 МПа і зі зв'язуючими (кам'яне вугілля та рудний дріб'язок, антрацитовий штиб та ін.) під дією тиску 20-80 МПа.
Феноменологічна схема брикетування включає таку послідовність субпроцесів:
- підготовку сировини до пресування,
- подрібнення,
- грохочення,
- сушку;
- препарування зв'язуючих речовин;
- дозування компонентів брикетної шихти; їх змішування;
- нагрівання і охолодження брикетної шихти перед пресуванням;
- пресування брикетної шихти;
- обробку «сирих» брикетів з метою їх швидкого затвердівання: охолодження, пропарку, карбонізацію, сушку, відновлювальне випалення.

Брикетування підвищує теплоту згоряння кам'яновугільного дріб'язку, антрацитових штибів, бурого вугілля, торфу, поліпшує ККД спалювання, транспортабельність, умови зберігання та використання цих видів паливної сировини. Крім того, брикетування створює додаткові сировинні ресурси для виробництва малодимного та бездимного палива, а також рудної і нерудної сировини завдяки утилізації відходів різних виробництв (колошниковий пил, металева стружка, окалина, шлаки, відходи промисловості нерудних будівельних матеріалів, ряду хімічних виробництв, тощо), розширює сировинну базу коксування за рахунок використання в коксових шихтах недефіцитних марок кам'ного вугілля.
Використання брикетів у металургійному виробництві дозволяє:
- — підвищити потужність металургійних печей за рахунок більшої насипної щільності брикетів у порівнянні з шихтою;
- — забезпечити швидше протікання процесів відновлення;
- — знизити витрати електроенергії в електросталеплавильному процесі та загальне споживання тепла;
- — підвищити стабільність властивостей виплавлюваного металу з одночасним збільшенням його вилучення;
- — розширити сировинні ресурси металургійного переділу за рахунок використання відносно бідних руд, недефіцитних видів палива та вуглевмісних відходів виробництва;
- — поліпшити умови праці обслуговчого персоналу.

## Класифікація матеріалів за здатністю до брикетування
За здатністю до брикетування всі корисні копалини і відходи виробництва діляться на дві основні групи — А і Б Група А представлена корисними копалинами і відходами, що брикетуються без зв'язуючих речовин. Група А має чотири підгрупи:
- — підгрупа а — це матеріали, що містять у своєму складі компоненти із цементуючими властивостями (глина, сульфіти металів, відновлене залізо та ін.). Сюди також входять дрібні, пилуваті та слабкоструктурні матеріали, зокрема, залізні руди, руди кольорових металів, буре вугілля та ін.;
- — підгрупа б охоплює матеріали, що мають колоїдні властивості — у більшості випадків пилуваті та слабоструктурні копалини (молоде буре вугілля, торф, хромово-нікелеві руди та ін.);
- — підгрупа в — рудні корисні копалини, що вимагають відновлюваного випалу брикетів (магнетитовий дріб'язок, піритні недопалки);
- — підгрупа г — включає матеріали, що вимагають високого тиску пресування (більше 150 МПа) через відсутність у них цементуючих компонентів (деякі залізні руди, старе буре вугілля).

До групи Б відносяться корисні копалини і відходи, що брикетуються із присадкою зв'язуючих речовин (більшість копалин неорганічного походження та відходи виробництва, також кам'яне вугілля всіх марок, антрацити і паливні відходи).
Група Б має дві підгрупи:
- — підгрупа д представлена речовинами, що брикетуються з присадкою зв'язуючих мінерального походження (руди, відходи виробництва);
- — підгрупа е складається з матеріалів, що брикетуються з присадкою зв'язуючих органічного походження (кам'яне вугілля, антрацити, коксовий дріб'язок і деякі руди).

## Механізм утворення брикетів зі зв'язуючим
Див. також Структура плівки зв'язуючого на твердій поверхні
Формування структури брикетів здійснюється у вигляді окремих стадій, характерних для будь-якого процесу склеювання. Спочатку рідке зв'язуюче наносять на тверді зерна (перший етап). Потім їх переводять у в'язкотекучий стан (другий етап). З'єднують комплекси шляхом пресування (третій етап). Нарешті, охолодженням брикетів зв'язуюче переводять у твердий стан (четвертий етап).
Технологія брикетування кам'яного вугілля і антрацитів складається з підготовки дріб'язку за крупністю і його сушки, дозування і змішування зв'язуючих речовин з шихтою, охолодження і пресування шихти, обробки брикетів з метою їх найшвидшого затвердіння (охолодження, пропарка, карбонізація, сушка, відновний випал і ін.), складування і відвантаження брикетів
Фізико–хімічні параметри процесу брикетування зі зв'язуючими речовинами залежать від способу брикетування, властивостей вихідної сировини, використаних зв'язуючих, умов ущільнення брикетів, а також від швидкості полімеризації зв'язуючих і утворення різних цементуючих речовин в структурі брикетів.
В практиці брикетування використовують рідкі і тверді зв'язуючі речовини: сульфіт–спиртову барду, сульфітні луги, рідке скло, кам'яновугільну смолу, кам'яновугільний пек, вапно, різні комбіновані зв'язуючі — суміш кам'яновугільної смоли і гудрону, кам'яновугільного пеку і сульфіт–спиртової барди, вапняку і рідкого скла і ін.

## Механізм утворення брикетів без зв'язуючого
При брикетуванні без зв'язуючих речовин відбувається поступове заповнення пустот між частинками, а потім ущільнюються і деформуються самі частинки і між ними виникають сили молекулярного зчеплення. Підвищення тиску і тривалості перебування матеріалу під тиском приводить до зниження пружних деформацій і переходу їх в пластичні, внаслідок чого структура брикету зміцнюється .

## Розповсюдження технології брикетування
Брикетування широко розвинуте в ФРН, Польщі, Румунії, США, Японії, Франції, Великій Британії, Канаді. В Україні накопичений великий досвід промислового брикетування кам'яного та бурого вугілля, створено наукові основи процесу брикетування вугілля зі зв'язуючими.

## Дослідження процесу брикетування

Брикетування — процес термомеханічної переробки дрібних корисних копалин, концентратів і відходів виробництва з метою одержання з них брикетів — грудок геометрично правильної однакової форми і постійних розмірів.
Основні види сировини для брикетування: дрібне вугілля і антрацити та їх концентрати, дрібні залізні руди і концентрати, сировина для виробництва феросплавів, різні відходи чорної металургії (окалина, стружка, металургійний пил, шлаки, шлами і ін.), руди і концентрати кольорової металургії.
Залежно від властивостей вихідної сировини брикетування може здій¬сню¬ватись без зв'язуючих речовин (молоде буре вугілля, торф, залізні руди і металургійні відходи) при тиску 100—250 МПа і зі зв'язуючими (кам'яне вугілля, антрацитовий штиб, рудний дріб'язок) при тиску 20 — 80 МПа.
При брикетуванні без зв'язуючих речовин відбувається поступове заповнення пустот між частинками, потім ущільнюються і деформуються самі частинки і між ними виникають сили молекулярного зчеплення, а також Н-зв'язки. Підвищення тиску і тривалості перебування матеріалу під тиском приводить до зниження пружних деформацій і переходу їх в пластичні, внаслідок чого структура брикету зміцнюється.
Фізико-хімічні параметри процесу брикетування зі зв'язуючими речовинами залежать від способу брикетування, властивостей вихідної сировини, використаних зв'язуючих, умов ущільнення брикетів, а також від швидкості полімеризації зв'язуючих і утворення різних цементуючих речовин в структурі брикетів, пластифікуючих добавок тощо.
В практиці брикетування використовують рідкі і тверді зв'язуючі речовини: лігносульфонати (Na, K, Ca), сульфітні луги, рідке скло, кам'яновугільну смолу, бітум, вапно, різні комбіновані зв'язуючі — суміш кам'яновугільної смоли і гудрону, вапняку і рідкого скла і ін.
Дослідження по брикетуванню сировини проводять з метою вивчення ефективності зв'язуючих добавок, розробки технології і режимів зміц¬нення брикетованого матеріалу. Перший етап досліджень полягає у підготовці проби, яка складається з основного матеріалу і при необхідності зв'язуючого (напр., нафтозв'язуючого при брикетуванні кам'яного вугілля) або добавок (напр., бентоніту при брикетуванні залізорудних продуктів). Підготовлена шихта підігрівається і поміщається у прес-форму брикетного преса. Залежно від властивостей шихти у брикетному пресі встановлюється необхідний для одержання брикету тиск. Лабораторні дослідження по брикетуванню кам'яновугільних продуктів проводять при тиску 10 — 30 МПа, залізорудних продуктів — 30 — 70 МПа. Процес брикетування, напр. у важільному пресі, здійснюється у такому порядку (рис.): живильник завантажує підготовлену шихту у прес-форму. У цей період штемпелі знаходяться у крайніх положеннях (поз. І).
Після цього живильник відходить від завантажувального отвору (поз. ІІ), штемпелі починають рухатись назустріч один одному (поз. ІІІ) і одночасно у живильник подається нова порція шихти. Процес пресування закінчується, обидва штемпелі рухаються вгору, готовий брикет виштовхується з прес-форми і видаляється при русі живильника (поз. IV). При відході живильника від отвору прес-форми (поз. V) починається наступний цикл роботи брикетного преса. Одержані готові брикети досліджують на механічну міцність, термічну стійкість, водостійкість.
Визначення термічної стійкості брикетів здійснюється з використанням муфельної печі в інтервалі температур 100—800оС. Крок зміни температур дорівнює 100оС. При кожній температурі у вказаному інтервалі брикети витримують по 15 хв. Після витягування брикетів з печі їх охолоджують, зважують та по зменшенню маси визначають термічну стійкість. Потім виконують дослідження механічної міцності за методикою, що аналогічна методиці вивчення механічної міцності обкотишів.
При розробці технології брикетування визначають: оптимальну крупність і вологість шихти; достатній питомий тиск, що забезпечує необхідну міцність брикетів; оптимальне зв'язуюче та його витрати; режим ущільнення брикетів (металізація, автоклавування і т. ін.); товарні властивості готової продукції.